# Miloslav Mečíř, Jr.
 Miloslav Mečíř, Jr.  (nacido el 20 de enero de 1988) es un tenista profesional eslovaco, nacido en la ciudad de Praga, República Checa.

## Carrera profesional
Apodado "El Miloslan" habla eslovaco, checo, Inglés y alemán. Comenzó a jugar tenis a los ocho años. Es hijo de Miloslav Mečíř, un extenista profesional ATP. Su superficies favoritas son las pistas duras y las de hierba. Su ídolo de niño fue Pete Sampras, Marat Safin y Roger Federer. Su preparador físico desde 2003 es Maros Molnar.
Su mejor ranking individual es el N.º 169 alcanzado el 11 de agosto de 2014, mientras que en dobles logró la posición 282 el 8 de noviembre de 2010.
Ha logrado hasta el momento 1 títulos de la categoría ATP Challenger Tour en la modalidad de dobles.

## Títulos; 1 (0 + 1)
| Leyenda                        | Individuales | Dobles |
| ------------------------------ | ------------ | ------ |
| Grand Slam (tenis)\|Grand Slam | 0            | 0      |
| ATP World Tour Finals          | 0            | 0      |
| ATP World Tour Masters 1000    | 0            | 0      |
| ATP World Tour 500 Series      | 0            | 0      |
| ATP World Tour 250 Series      | 0            | 0      |
| ATP Challenger Series          | 0            | 1      |

### Dobles
| N.º | Fecha      | Torneo               | Superficie | Pareja       | Oponentes en la final         | Resultado         |
| --- | ---------- | -------------------- | ---------- | ------------ | ----------------------------- | ----------------- |
| 1.  | 12.06.2010 | Challenger de Košice | Tierra     | Marek Semjan | Ricardo Hocevar Caio Zampieri | 3–6, 6–1, [13–11] |

## Clasificación en torneos del Grand Slam
| Torneo          | 2014 | Títulos |
| --------------- | ---- | ------- |
| Australian Open |      | 0       |
| Roland Garros   | 1R   | 0       |
| Wimbledon       |      | 0       |
| US Open         |      | 0       |